# Abrahám
Abrahám (ungarisch Ábrahám – bis zum 19. Jahrhundert Szentábrahám) ist eine Gemeinde im Westen der Slowakei mit 1112 Einwohnern (Stand 31. Dezember 2024), die zum Okres Galanta, einem Teil des Trnavský kraj gehört.

## Geographie

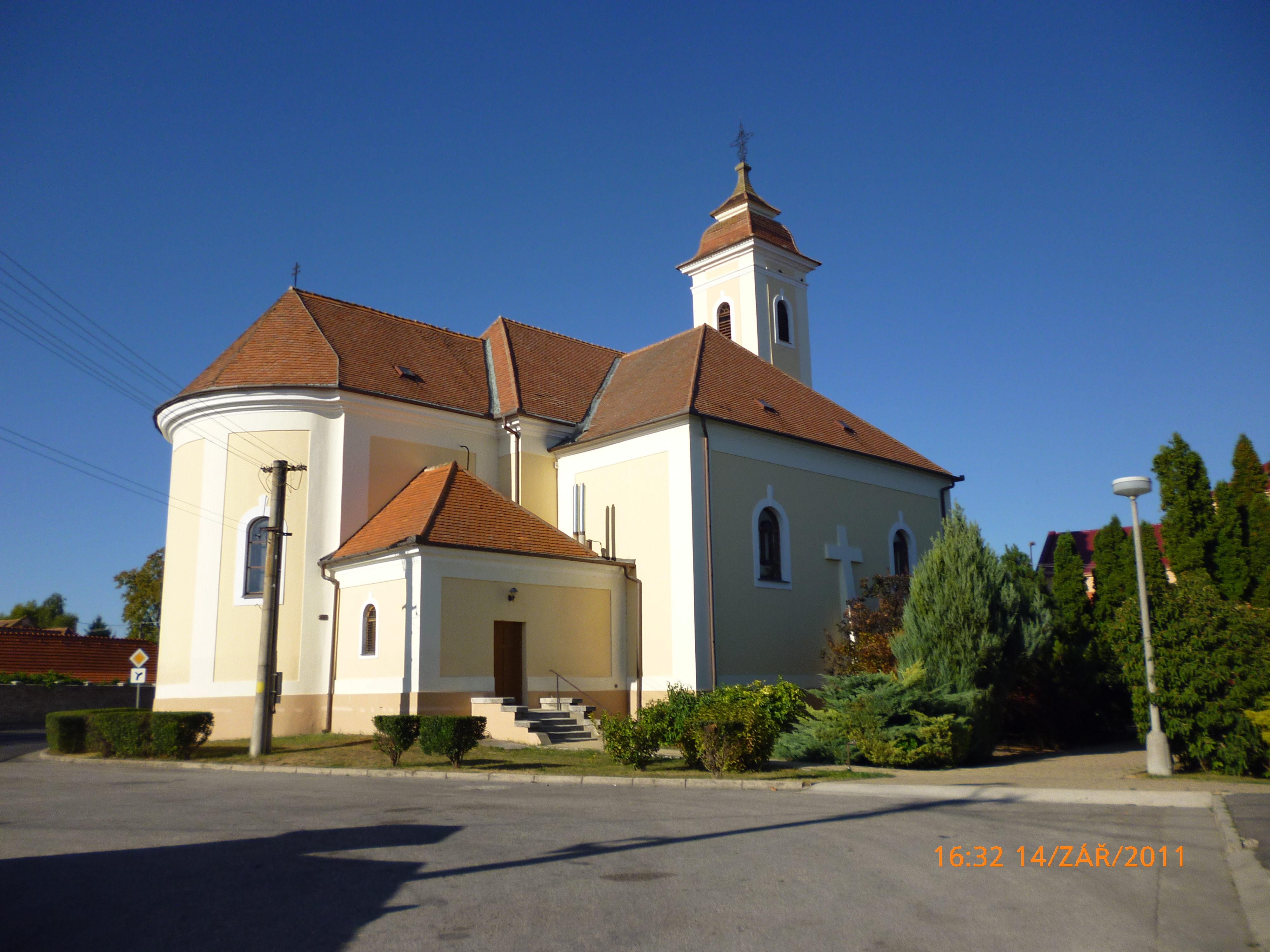
Kirche

Die Gemeinde befindet sich im Hügelland Trnavská pahorkatina, einem Teil des slowakischen Donautieflands, zwischen den Flüssen Gidra und Dolný Dudváh. Das Ortszentrum liegt auf einer Höhe von 125 m n.m. und ist 12 Kilometer von Galanta sowie 16 Kilometer von Trnava entfernt.

## Geschichte
Der Ort wurde zum ersten Mal 1231 als Sanktus Abrahám schriftlich erwähnt.
Bis 1918 gehörte der im Komitat Pressburg liegende Ort zum Königreich Ungarn und kam danach zur Tschechoslowakei bzw. heute Slowakei.

## Bevölkerung
| Jahr                | 1994 | 2004    | 2014    | 2024    |
| ------------------- | ---- | ------- | ------- | ------- |
| Anzahl der Personen | 1140 | 1079    | 1038    | 1112    |
| Unterschied         |      | −5,35 % | −3,79 % | +7,12 % |

| Jahr                | 2023 | 2024    |
| ------------------- | ---- | ------- |
| Anzahl der Personen | 1125 | 1112    |
| Unterschied         |      | −1,15 % |

Ergebnisse nach der Volkszählung 2001 (1136 Einwohner):
| Nach Ethnie: - 98,15 % Slowaken - 1,23 % Magyaren - 0,18 % Tschechen - 0,09 % Ukrainer | Nach Konfession: - 92,96 % römisch-katholisch - 5,19 % konfessionslos - 0,79 % evangelisch - 0,26 % keine Angabe |